# Kamilla brit királyné
Kamilla brit királyné (angolul Queen Camilla, született Camilla Rosemary Shand, első férje után Camilla Parker Bowles, 1947. július 17. –) III. Károly brit király második felesége. Házassága révén automatikusan megkapta a walesi hercegné címet, de azt Károly első feleségére, Diána walesi hercegnére való tekintettel nem használta. Helyette férjének második legrangosabb nemesi címét, a Cornwall hercegnéje címet használta, emellett a Rothesay hercegnéje (amit Skóciában használt) és Chester grófnéja címeket is viselte.  2022. szeptembere óta az Egyesült Királyság és a nemzetközösségi királyságok királynéja.

## Élete

### Származása, ifjúkora
1947. július 17-én a londoni King’s College Hospital kórházban született. Szülei a Sussex megyei Plumpton-ban éltek, apja Bruce Shand őrnagy (1917–2006) (a brit hadsereg tisztje, második világháborús veterán, később borkereskedő), anyja Rosalind Cubitt (1921–1994) Roland Calvert Cubitt, Ashcombe bárójának legidősebb lánya. 1947. november 1-jén keresztelték meg a sussexi Firle Church templomban, keresztszülei Henry Cubitt, Ashcombe bárója (anyai nagybátyja), Neil Speke őrnagy, Mrs Heathcoat Amory, Mrs Lombard Hobson és Miss Vivien Mosley. Kamilla a sussexi Dumbrells School iskola, majd a kensingtoni Queen's Gate School iskola tanulója volt. Ezt követően a svájci bentlakásos Mon Fertile előkészítő iskolába járt, majd beiratkozott a londoni egyetem párizsi intézetébe (Institut Britannique in Paris). Tanulmányai elvégzése után a Sybil Colefax & John Fowler tervezőirodában dolgozott. Kedvenc időtöltése a lovaglás és gyakran vett részt rókavadászatokon.

### Első házassága
1973. július 4-én feleségül ment Andrew Parker Bowles őrnagyhoz a londoni Wellington Barracks laktanya Guards Chapel nevű kápolnájában. Első házasságából két gyermek született: Tom, aki 1974-ben született és Károly walesi herceg keresztgyermeke, illetve Laura, aki 1978-ban született. Andrew Parker Bowles válókeresetet nyújtott be Kamilla ellen, miután Károly herceg bevallotta, hogy hosszan tartó kapcsolata volt Kamillával. A házasságot 1995. március 3-án bontották fel.
Kamilla anyai dédnagyanyja, Alice Keppel (lánykori nevén Alice Frederica Edmonstone) volt 1898-1910 között VII. Eduárd brit király szeretője.

### Kapcsolata Károly herceggel
Kamilla és Károly walesi herceg, brit trónörökös kapcsolata 1970-ben kezdődött, amikor egy lovaspólómérkőzésen találkoztak. Kamilla egyike lett Károly számos barátnőjének és bár a hírek szerint Károly feleségül akarta venni Kamillát, az udvar és a királyi család tagjainak véleménye szerint Kamilla nem volt Károly számára megfelelő házastárs. Robert Lacey írt 2002-ben kiadott könyvében (Royal: Her Majesty Queen Elizabeth II), hogy Károly túl hamar találkozott Kamillával, és amikor katonai szolgálatra a tengerentúlra vezényelték 1972-ben, nem kérte meg Kamillát, hogy várja meg. Azonban Diánával való házassága ellenére az 1980-as években ismét találkozgatni kezdtek.
Kapcsolatuk egy évtizeddel később Diána walesi hercegné révén vált ismertté, akinek félhivatalos önéletrajza Diana: Her True Story címen jelent meg 1992-ben. Ezt követte a „Kamilla-botrány”, amikor a brit pletykalapok megszerezték és leközölték Kamilla és Károly egyik telefonbeszélgetésének rögzített változatát. A házasságon kívüli kapcsolat napvilágra kerülése után nem sokkal Diána interjút adott a BBC Panorama című műsorának, amelyben Kamillát (akit csak rottweilernek hívott) és Károly herceggel folytatott viszonyát okolta házasságának felbomlásáért, mondván: "Igazából, hárman voltunk ebben a házasságban és ez egy kicsit zsúfolt volt" („Well, there were three of us in this marriage, so it was a bit crowded.”) Bár Kamilla ekkor még nem nagyon volt ismert, a leleplezések és Diána vádjai nyomán igen népszerűtlenné vált. A kapcsolatot Károly herceg Jonathan Dimbleby-nek adott interjújában is elismerte és bevallotta, hogy Kamillával házasságtörő viszonya volt. A beismerést követően jelentette be Kamilla első férje, Parker Bowles, hogy el akar válni tőle. 1995-ben már egy ideje külön éltek, majd a válás után egy évvel Andrew Parker Bowles feleségül vette Rosemary Pitmant.
Kamilla helyzete Károly és Diána válása után ambivalens volt: néhány alkalommal Károly nem hivatalos kísérője volt a herceg nyilvános szereplései alkalmával. Majd Diána 1997-es halála után egy ideig semmilyen nyilvános szereplése nem volt, de 1999-ben ismét együtt fényképezték őket. Bár Kamilla fenntartotta lakhelyét Wiltshire megyében, 2003-ban beköltözött Károly hivatalos rezidenciájára.

### Második házassága
2005. február 10-én a Clarence-ház bejelentette, hogy Kamilla és Károly herceg eljegyezték egymást. Kamilla eljegyzési gyűrűje korábban Erzsébet anyakirálynéé, II. Erzsébet brit királynő édesanyjáé volt. A házasságot 2005. április 8-ára tervezték, a polgári szertartásra a windsori kastélyban került volna sor, majd a párt megáldották volna a kastélyhoz tartozó Szent György-kápolnában. Azonban az angol törvények értelmében polgári házasságot csak engedéllyel rendelkező helyszínen szabad kötni, ilyennel a windsori kastély nem rendelkezik. Az engedély kiadásának egyik feltétele, hogy a kastély legalább egy évig a házasodni szándékozók előtt nyitva álljon, ebbe a királyi család nem egyezett bele. A polgári szertartásra így a windsori városházán került sor. Április 4-én bejelentették, hogy az esküvőt egy nappal elhalasztják, hogy Károly herceg és más vendégek el tudjanak menni II. János Pál pápa temetésére. Mivel Károly szülei, II. Erzsébet brit királynő és Fülöp edinburgh-i herceg nem akartak részt venni a szertartáson (a királynő, mint az anglikán egyház hivatalos feje, elvileg nem támogatta elvált személyek házasságát), illetve Kamilla apja sem tudott ott lenni, ezért Kamilla gyermekei, illetve Vilmos herceg és Henrik herceg voltak jelen. A királynő és Fülöp herceg csak az egyházi szertartáson vettek részt, amikor megáldották a házasságot, illetve fogadást adtak Károly és Kamilla tiszteletére a windsori kastélyban. Az esküvő után a pár a herceg skóciai otthonába, Birkhallba utazott és nászútjuk alatt volt első nyilvános szereplésük is.

### Cornwall hercegnéjeként

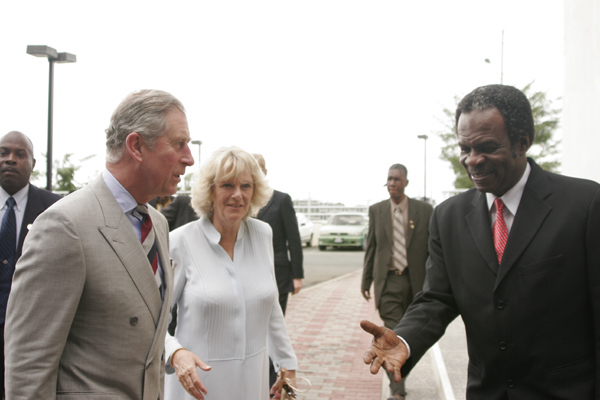
Károly walesi herceg és Cornwall hercegnéje Orville Londonnal találkozik

Az esküvő után Kamilla, mint Cornwall hercegnéje, a második legmagasabb nemesi rangot viselő nő az Egyesült Királyság protokollrangsorában a királynő után. A Nemzetközösség más országaiban általában az ötödik vagy hatodik helyet foglalja el, a királynő, annak helyi képviselője, Edinburgh hercege és a walesi herceg mögött. A királyi család belső rendezvényein azonban, a királynő különleges utasítása alapján, módosították a protokollrangsort, és Kamillát ilyenkor megelőzi Anna hercegnő (II. Erzsébet lánya) és Alexandra hercegnő (V. György brit király unokája). Házasságuk után két évvel a királynő kezdte egyre több jelét adni annak, hogy Kamillát befogadta a királyi családba, többek között engedélyezte neki, hogy viselje néhai anyjának tiaráját, illetve Kamillát kitüntette a II. Erzsébet Királyi Családi Rend kitüntetésével.

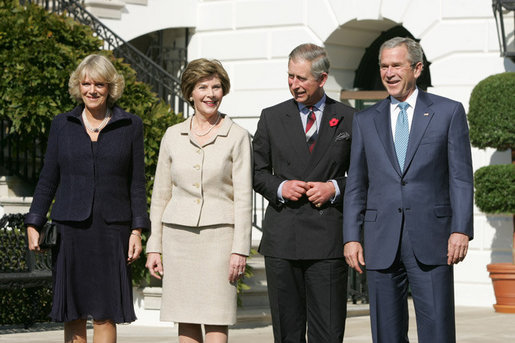
George Bush és felesége üdvözlik a walesi herceget és Cornwall hercegnéjét

Bár konkrét részletek nem ismertek, 2007. márciusban a hercegné méhét eltávolították. A Clarence House sajtóközleménye alapján részt akart venni a 2007. augusztus 31-én rendezett Diana-emlékkoncerten, amit Vilmos és Henrik hercegek szerveztek. A hercegné később meggondolta magát, hogy nehogy "elterelje a figyelmet a rendezvény céljáról, ami Diána életére és tevékenységére fókuszál" ("divert attention from the purpose of the occasion which is to focus on the life and service of Diana.").
2010. április 8-án Kamilla eltörte bal lábát egy skóciai túra során. Károly és Kamilla a 2010-es angliai diákmegmozdulások akaratlan résztvevői voltak, amikor kocsijukat a tüntetők megtámadták. Kamilla saját maga sérüléseket szenvedett, amikor az egyik tüntető egy botot tudott bedugni a kocsiba és a bordáin megbökte.

### Nyilvános szereplései
Kezdetben Kamilla csak Károly walesi herceg kísérőjeként vett részt nyilvános eseményeken. Az első saját szereplésére Southamptonban került sor, amikor meglátogatott egy helyi kórházat. A Trooping the Colour ceremónián első alkalommal 2005 júniusában vett részt és utána a királyi családdal együtt megjelent a Buckingham-palota erkélyén. Ugyanebben az évben Károllyal együtt az Egyesült Államokba látogattak, majd 2006. márciusban Károly és Kamilla Egyiptomba, Szaud-Arábiába és Indiába utazott. 2007. június 8-án részt vett a HMS Astute névadó ünnepségén. Hasonlóképpen, meghívták a Cunard Line hajózási vállalat új hajója, az MS Queen Victoria vízrebocsátására, amelyre II. Erzsébet is hivatalos volt, akit meglepett a Cunard meghívása.
Kamilla a védnöke The Royal School, Hampstead független lányiskolának, ezen felül számos jótékony szervezet tiszteletbeli elnöke vagy védnöke.
2011. április 29-én részt vett Vilmos cambridge-i herceg és Kate Middleton esküvőjén.

## Címei, rangjai, kitüntetései

### Címei és megszólításai
- 1947. július 17. – 1973. július 4.: Miss Camilla Rosemary Shand (lánykori neve)
- 1973. július 4. – 1995. március 3.: Mrs Andrew Parker Bowles (első házassága alatt)
- 1995. március 3. – 2005. április 9.: Mrs Camilla Parker Bowles (válása után)
- 2005. április 9. – 2022. szeptember 8.  : Ő királyi fensége Cornwall hercegnéje (második házassága után)
  - csak Skóciában: 2005. április 9. – 2022. szeptember 8.: Ő királyi fensége Rothesay hercegnéje
- 2022. szeptember 8. –  : Őfelsége, a királyné

Károly walesi herceggel kötött házassága után Kamilla hivatalos és teljes címe Ő királyi fensége Károly Fülöp Artúr György hercegnő, Wales hercegnéje és Chester grófnéje, Cornwall hercegnéje, Rothesay hercegnéje, Carrick grófnéje, Lady Renfrew, Lady of the Isles, és Skócia hercegnéje.
Mivel a walesi herceg feleségének hagyományos címe, a walesi hercegné sokak emlékezetében Károly első feleségéhez, Diána walesi hercegnéhez kapcsolódik, Kamilla ezért férjének második nemesi címét, a Cornwall hercegét preferálta a házasság megkötése után.
A királyi család korábban tett utalásokat arra, hogy Károly hivatalba lépése után Kamilla továbbra is a diszkrétebb "Ő királyi fensége, az uralkodó házastársa" ("Her Royal Highness, the Princess consort") címet viseli majd, ám II. Erzsébet 2022-ben, trónra lépése 70. évfordulójára kiadott üzenetében – kiemelve Kamilla hercegné "hűséges szolgálatát" – úgy fogalmazott: őszinte kívánsága az, hogy "amikor eljön az idő", és fia, Károly herceg az Egyesült Királyság uralkodója lesz, Kamilla a Queen Consort, vagyis Károly királynéi rangú hitvese címet viselhesse.  Így férje trónra lépésétől az "Őfelsége, a királyné" ("Her Majesty The Queen Consort") címet viseli.

### Kitüntetései
Kinevezése
- 2007. október 30.: II. Erzsébet királynő Királyi Családi Rend

Kitüntetése
- 2005: Saskatchewan százéves évfordulójára kiadott emlékérem[37]
- 2012: A Királyi Viktória Rend nagykeresztje

### Tiszteletbeli katonai rangjai
Cornwall hercegnéjeként a következő tiszteletbeli katonai rangokat és posztokat viseli:
 Kanada
- – Tiszteletbeli ezredes, The Queen's Own Rifles of Canada (2010 – )[38]

 Egyesült Királyság
- Királyi ezredes, The Rifles, 4. ezred
- 2008: A RAF Halton légitámaszpont tiszteletbeli parancsnoka
- A RAF Leeming légitámaszpont tiszteletbeli parancsnoka
- A Haditengerészeti Egészségügyi Szolgálat parancsnoka
- A Haditengerészeti Lelkészi Szolgálat parancsnoka
- A HMS Astute védnöke és névadója[39]